# Fântânele (Constanța)
Fântânele é uma comuna romena localizada no distrito de Constanţa, na região de Dobruja. A comuna possui uma área de 42.00 km² e sua população era de 1696 habitantes segundo o censo de 2007.